# Kniphofia isoetifolia
Kniphofia isoetifolia là một loài thực vật có hoa trong họ Thích diệp thụ. Loài này được Hochst. miêu tả khoa học đầu tiên năm 1844.